# Zabójczy parasol
Zabójczy parasol (fr. Le coup du parapluie) – francuska komedia kryminalna z 1980 roku.

## Główne role
- Pierre Richard - Grégoire Lecomte
- Valérie Mairesse - Sylvette/Bunny
- Christine Murillo - Josyane Leblanc
- Gordon Mitchell - Moskovitz
- Gérard Jugnot - Frédo
- Maurice Risch - Producent z Paryża
- Dominique Lavanant - Mireille
- Yaseen Khan - Radj Kahn
- Didier Sauvegrain - Stanislas Lefort "Wieloryb"
- Mike Marshall - Lekarz
- Roger Carel - Salvatore Bozzoni
- Vittorio Caprioli - Don Barberini

## Fabuła
Aktor Gregorie idzie na spotkanie w sprawie filmu. Od swojego agenta dowiaduje się, że jest jeszcze jeden aktor na tę rolę. Gregorie jedzie z nim windą i co jakiś czas oblewa go farbą. Trafia do pokoju, gdzie oferują mu zabójstwo "Wieloryba" i przyjmuje zlecenie. Morderca trafia na casting.

## Nagrody i nominacje
Cezary 1980
- Najlepszy montaż - Albert Jurgenson (nominacja)